# La Ciénaga (Jujuy)
La Ciénega es una localidad argentina ubicada en el Departamento Santa Catalina de la provincia de Jujuy. Se encuentra 1 km al este del Grande San Juan que marca el límite con Bolivia, en el extremo Norte del país.
La principal actividad económica es la cría de ganadería ovina, en tanto que el clima frío limita las posibilidades agrícolas, restringidas al cultivo de papa. La actividad minera era una importante fuente de generación de puestos de trabajo, pero fue perdiendo relevancia en los últimos años. En 2011 se inauguró un puesto de salud, y se espera la construcción de polideportivo.